# Conclusie
Een conclusie is een besluit waarin het voorgaande samenkomt.
In een betoog, een essay of wetenschappelijke literatuur wordt meestal besloten met een conclusie waarin het voorgaande kernachtig wordt samengevat, de verschillende argumenten tegen elkaar worden afgewogen en tot een uiteindelijk standpunt wordt gekomen.
In de logica heeft een conclusie een formeler karakter. Hier is het een uit premissen logisch afgeleide propositie die vaak begonnen kan worden met 'dus...'. De derde regel uit een syllogisme is een voorbeeld van een dergelijke conclusie:
Als A waar is dan is B niet waar.
A is waar.
Dus B is niet waar.

## Rechtspraak

### Nederland
In de Nederlandse rechtspraak is een conclusie een advies geschreven door een advocaat-generaal of de procureur-generaal bij de Hoge Raad. Men zegt dat een dergelijke conclusie wordt "genomen".

### België
In burgerlijke procedures is het gebruikelijk schriftelijk "conclusies" in te dienen, waarin de betrokken partij uiteenzet waarover het geschil gaat, wat zij van de rechter vraagt, en met welke argumenten. Eventueel wordt ook ingegaan op mogelijke argumenten van de tegenpartij. Dit document moet qua vorm, inhoud en neerlegging aan bepaalde eisen beantwoorden (art. 741 e.v. Gerechtelijk Wetboek). In strafzaken zijn conclusies eerder ongebruikelijk. Daar wordt vooral mondeling gepleit.